# Gomanhuset

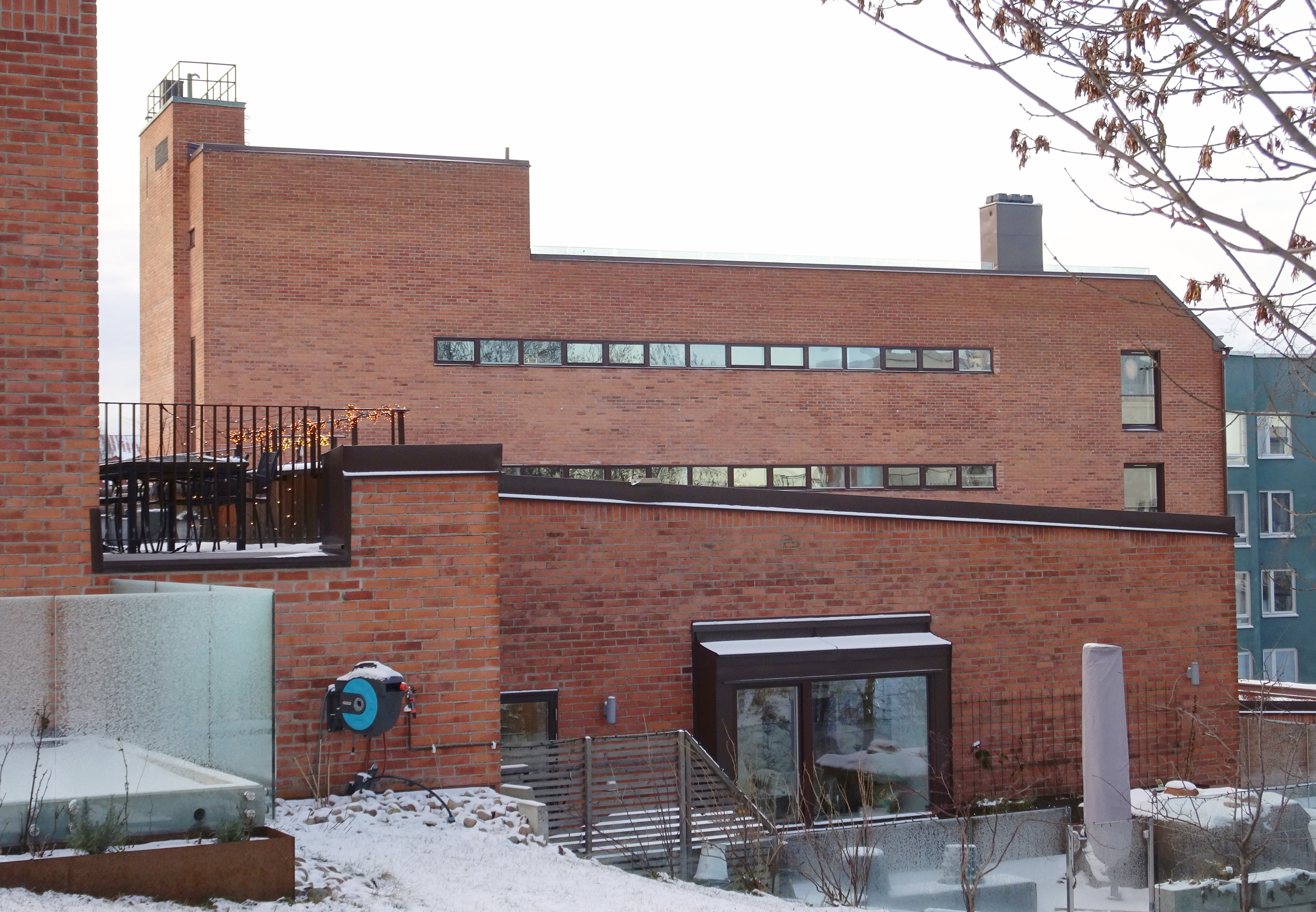
Gomanhuset fasad mot öster, januari 2022.

Gomanhuset (fastighet Sicklaön 37:13) kallas en kulturhistoriskt värdefull byggnad vid Östra Finnbodavägen 13 i området Henriksborg på nordvästra Sicklaön i Nacka kommun. I byggnaden inrymdes Kooperativa Förbundets före detta livsmedelslaboratorium och provcharkuteri för de egna märkesvarorna Goman-Produkter, därav namnet. Huset är sedan 2017 ombyggt till bostäder som ägs av bostadsrättsföreningen Saltsjöterrassen. Byggnaden har i gällande detaljplan en q-märkning vilket innebär att den ej får rivas och exteriören inte får förvanskas.

## Historik

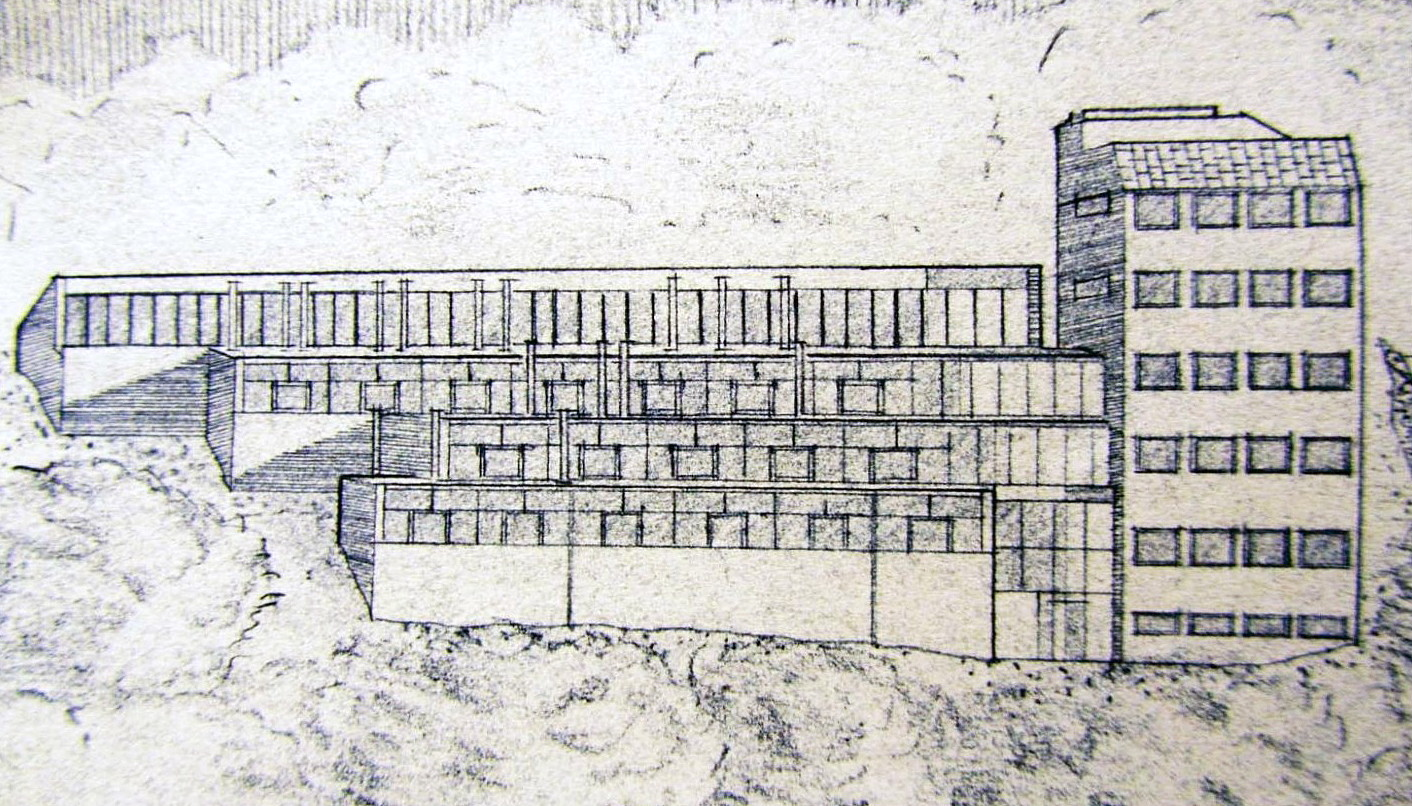
Joen Sachs fasadstudie, 1964.

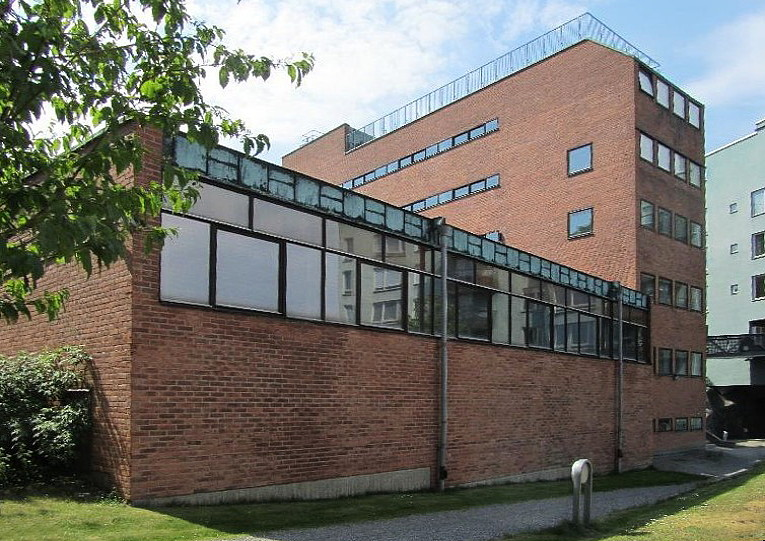
Gomanhuset före ombyggnad, 2011.

År 1935 startade KF ett livsmedelslaboratorium i Stockholm, som 1954 flyttades till Lumafabrikens område i Södra Hammarbyhamnen. Till en början utfördes här de flesta kontrollerna på korv av olika slag. 1961 fick laboratoriet ansvar för kontrollen av de nya egna märkesvarorna Goman och Winner vilka skulle representera företagets livsmedelsprodukter av högsta kvalitet. Det ledde till att kontrollverksamheten utökades och att de gamla lokalerna blev för trånga. Ledningen beslöt att låta uppföra ett nytt laboratorium i en för ändamålet speciellt anpassad byggnad.
Den nya byggnaden placerades i dåvarande industriområdet Henriksborg på nordvästra Sicklaön där KF förvärvat hela fastigheten Henriksborg som omfattade området från kajen vid Saltsjön ända upp till Henriksborgsklippan. Tidigare hade oljeslageriet AB Sommelii fabriker haft sin verksamhet här. Projekteringen för en ny laboratoriebyggnad utfördes av KF:s eget arkitektkontor KFAI med Joen Sachs som ansvarig arkitekt. Han ritade en byggnad i terrasshusform som trappar från Finnbodavägen ner till Saltsjöns kaj. Som accent utformade han en hög, mycket slank, kontorsdel. Till fasadmaterial valdes rött murtegel med kopparavtäckningar.
År 1967 invigdes byggnaden som utöver ”hypermoderna” laboratorier och kontor även innehöll en provcharkuterifabrik. Hela projektet kostade sju miljoner kronor. Dåvarande statsrådet Camilla Odhnoff höll invigningstalet och menade bland annat att ”laboratoriearbetet ger alla som köper sina livsmedel i kooperationens butiker en betryggande säkerhet när det gäller varornas kvalitet” och ”att det känns betryggande att veta att kontrollen av varorna, framförallt de lätt förstörbara färskvarorna, är så omfattande”.
Anläggningen var så projekterad att man kunde utföra omkring 60 000 livsmedelsanalyser årligen. Verksamheten var uppdelad på fyra avdelningar; en produktteknisk, en kemisk, en bakteriologisk samt en utvecklingsavdelning. I högdelen fanns även ett bibliotek och ett provkök. Provcharkuterifabriken låg i delen mot Finnbodavägen med lastportar mot gatan.

### Efter laboratorietiden
År 1981 lades laboratorieverksamheten ner och huset byggdes om till Gomans huvudkontor. Exteriören behölls i stort sett. 1993 hade Goman flyttat ut och huset stod tomt. På 2000-talet bedrevs kontorsverksamhet av företaget Point varpå byggnaden kallade Piont-huset. Årsskiftet  2007/2008  stod det tomt igen och ingen ville etablera kontor eller annan verksamhet i lokalerna. Tanken föddes att bygga om fastigheten Sicklaön 37:13 till bostäder. En ny detaljplan antogs i oktober 2011 som möjliggjorde ändring från kontor och industri till kontor och industri samt bostäder. Därefter förvärvades fastigheten av bostadsrättsföreningen Saltsjöterrassen. År 2012 påbörjades ombyggnaden och i slutet av 2015 blev 22 lägenheter inflyttningsklara, byggda av Öhman Fastighetsutveckling efter ritningar av arkitekt Arrhov Frick.

### Bilder, efter ombyggnaden

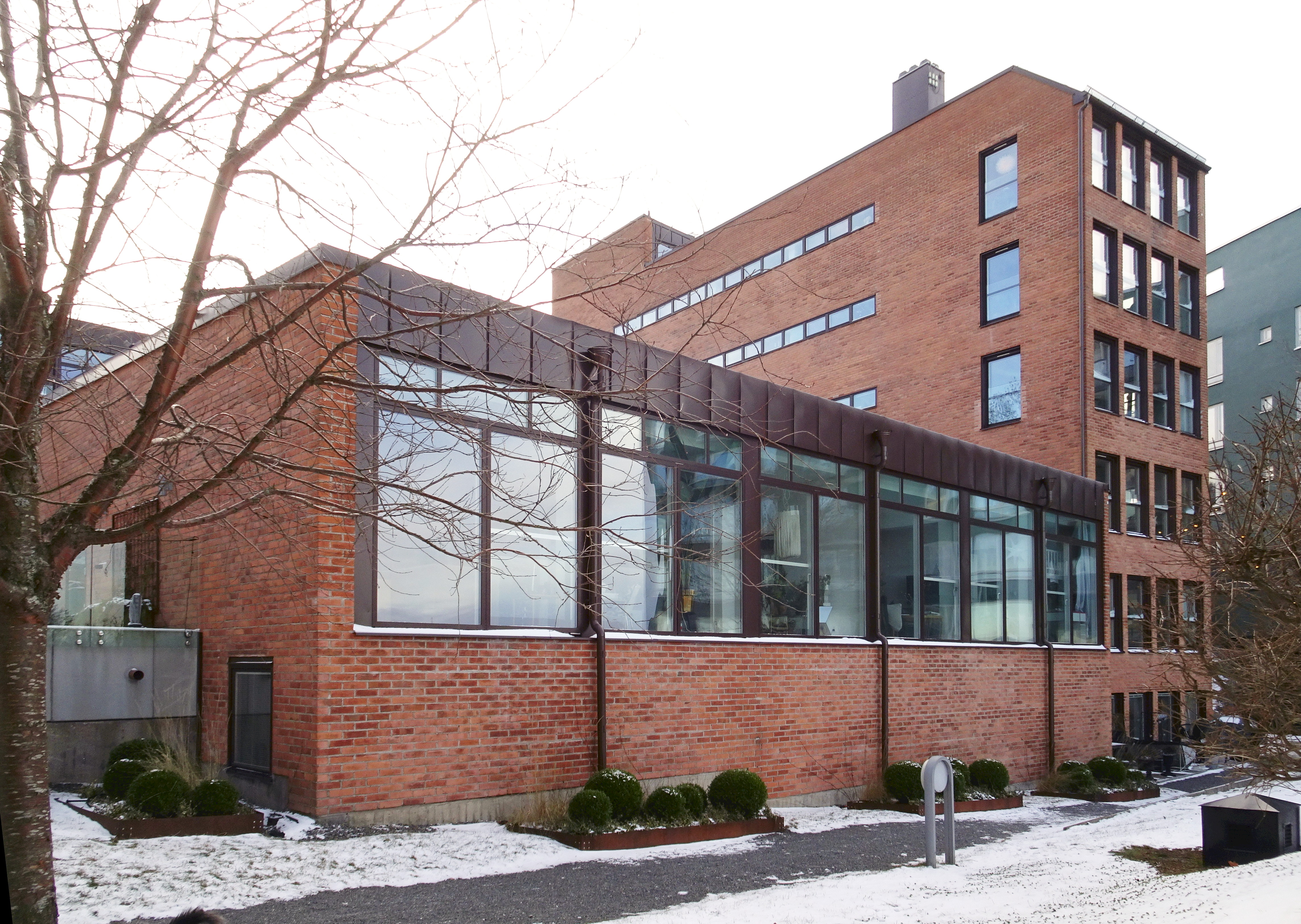
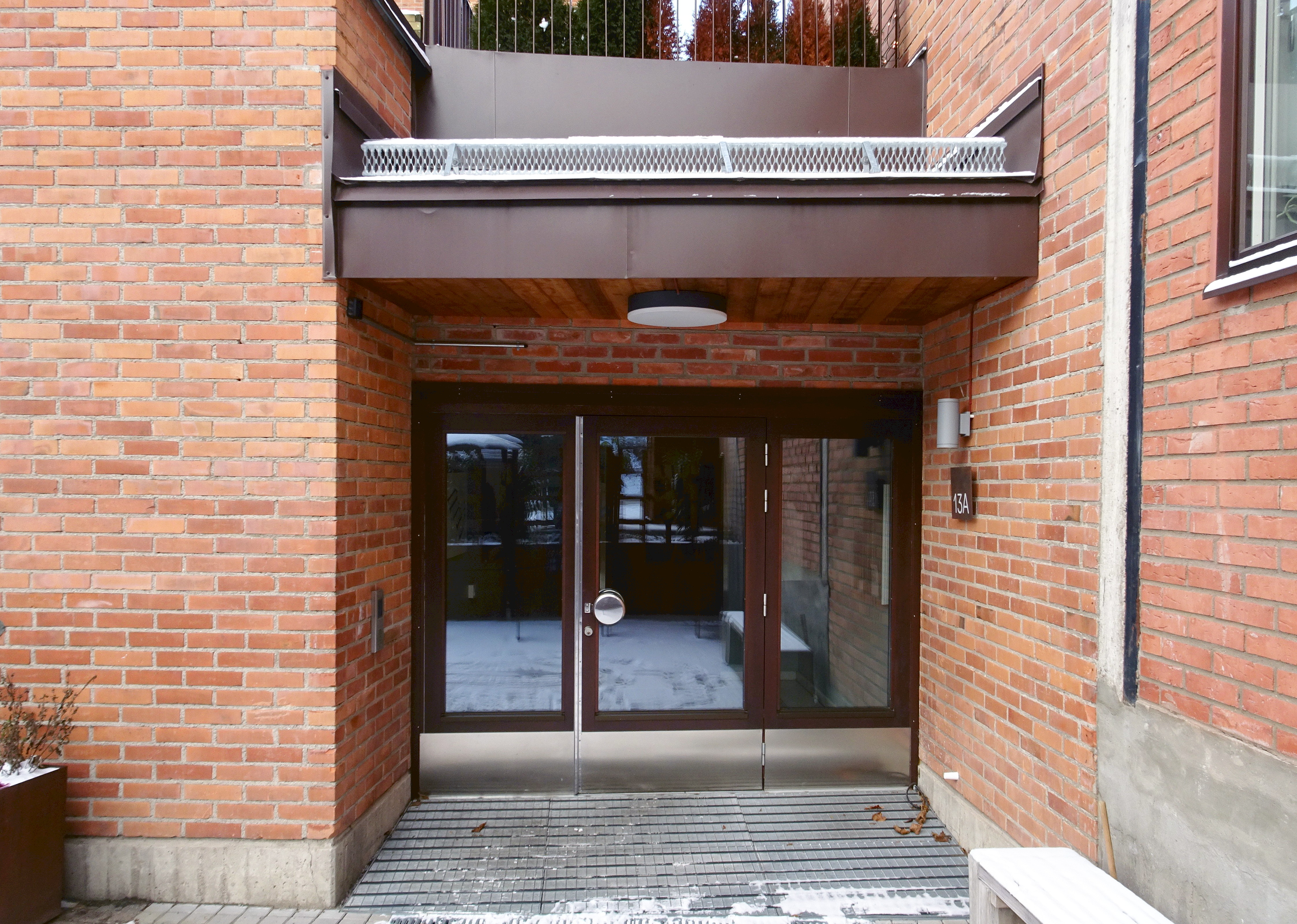
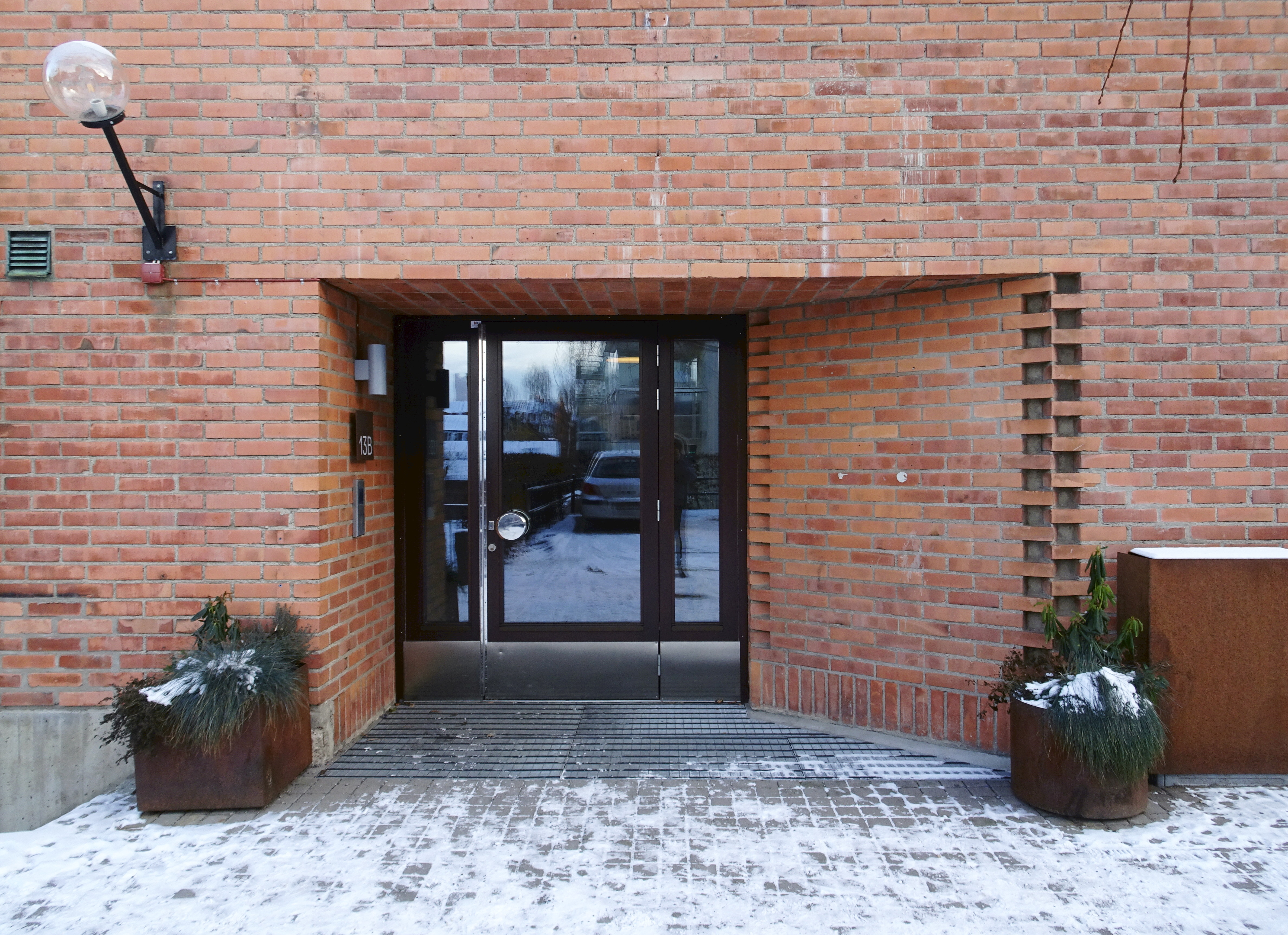
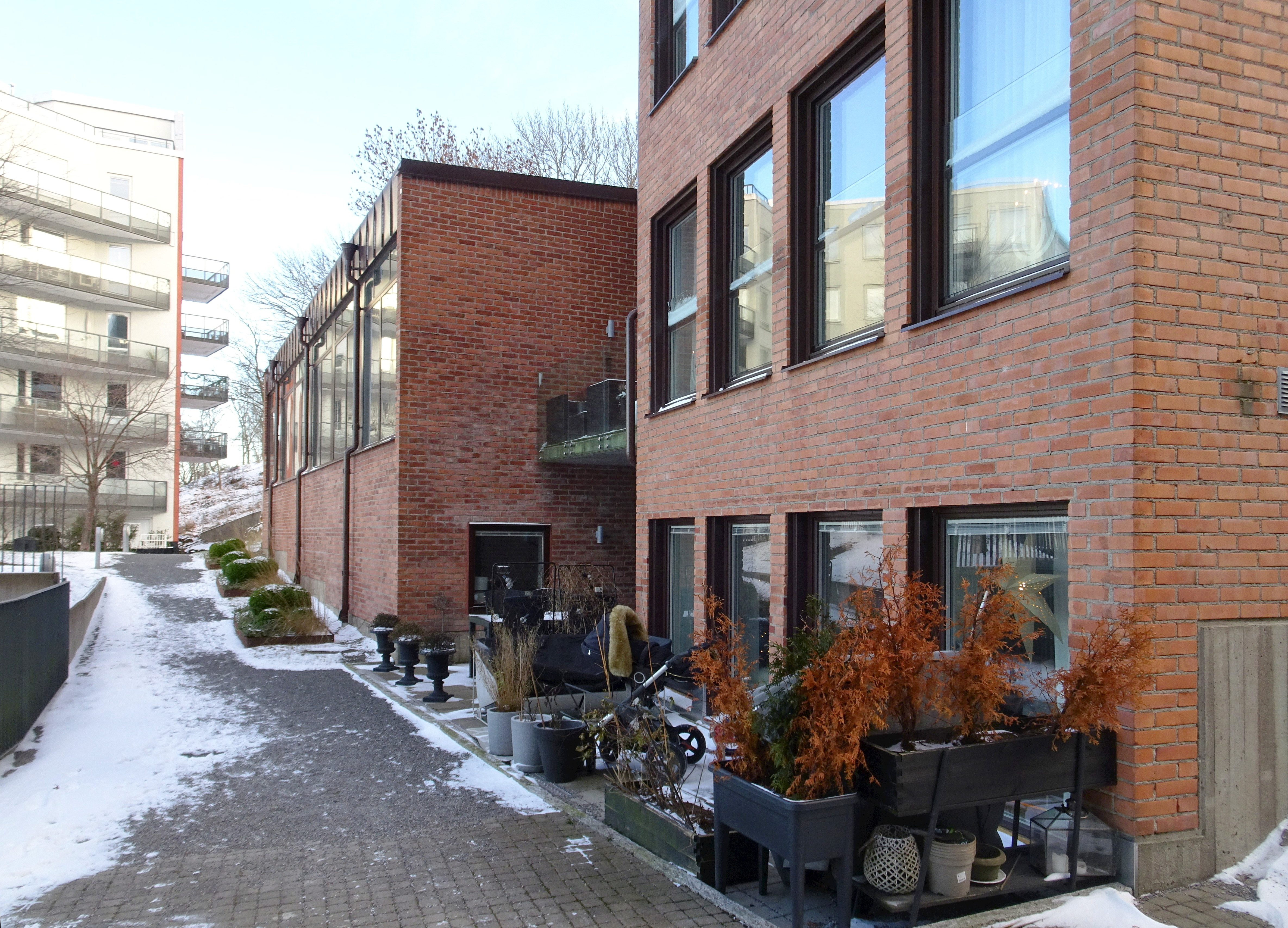